# Pärnu-Jaagupi
Pärnu-Jaagupi est un bourg de la commune de Halinga du comté de Pärnu en Estonie .
Au 31 décembre 2011, il compte 1 132 habitants.